# Liste der diplomatischen Vertretungen in Litauen

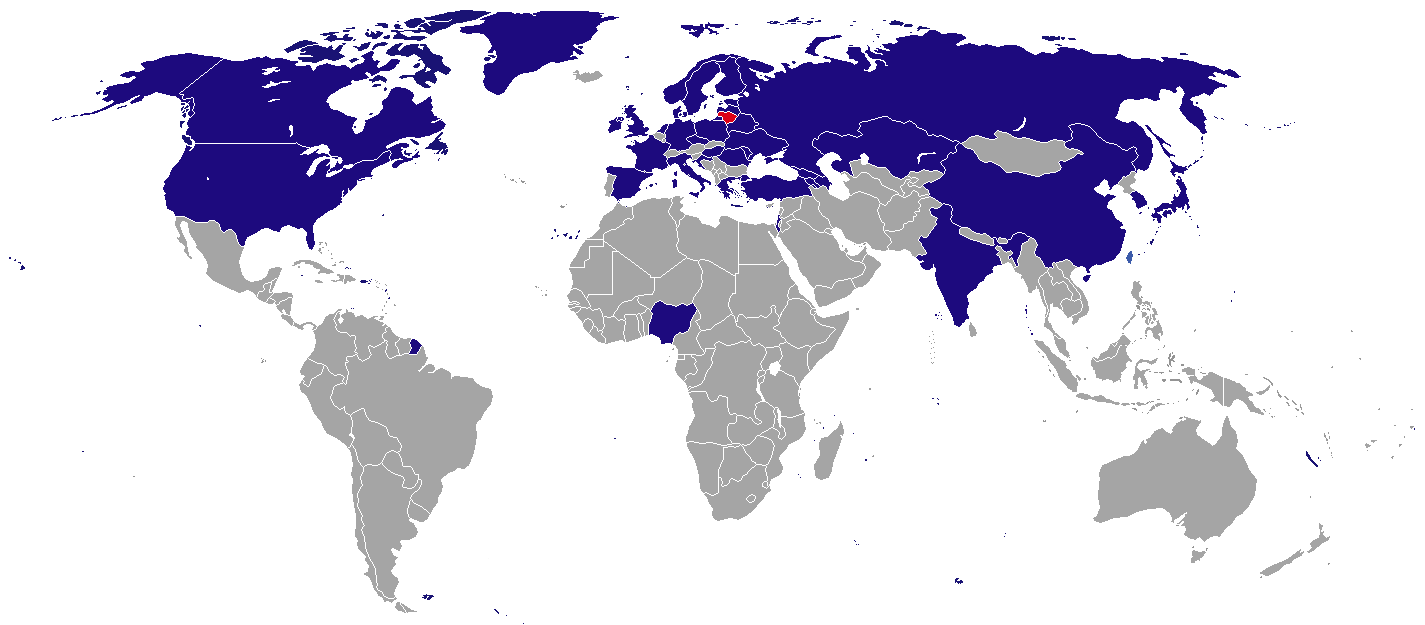
Staaten mit einer Botschaft in Litauen

Die Liste der diplomatischen Vertretungen in Litauen führt Botschaften und Konsulate auf, die im 
europäischen Staat Litauen eingerichtet sind (Stand 2019).

## Botschaften in Vilnius
35 Botschaften sind in Litauens Hauptstadt Vilnius eingerichtet (Stand 2019).

### Staaten
| - Armenien: Botschaft - Aserbaidschan: Botschaft - Dänemark: Botschaft - Deutschland: Botschaft - Estland: Botschaft - Finnland: Botschaft - Frankreich: Botschaft - Georgien: Botschaft - Griechenland: Botschaft - Irland: Botschaft - Israel: Botschaft - Italien: Botschaft - Japan: Botschaft - Kasachstan: Botschaft - Kroatien: Botschaft - Lettland: Botschaft | - Moldau: Botschaft - Niederlande: Botschaft - Norwegen: Botschaft - Polen: Botschaft - Rumänien: Botschaft - Russland: Botschaft - Spanien: Botschaft - Schweden: Botschaft - Tschechien: Botschaft - Türkei: Botschaft - Ungarn: Botschaft - Ukraine: Botschaft - Vereinigtes Königreich: Botschaft - Vereinigte Staaten: Botschaft - Volksrepublik China: Botschaft - Belarus: Botschaft |

### Vertretungen Internationaler Organisationen
- Heiliger Stuhl, Botschaft
- Malteserorden: Botschaft

## Konsulate in Litauen

### Generalkonsulate
- Russland (Klaipėda)[2]